# Presbiterio de la Seo
El presbiterio de la Catedral del Salvador de Zaragoza se encuentra construido sobre el primer ábside románico. Se halla coronado por una bóveda con nervaduras decoradas con madera dorada. En 1517 se orna con decoración vegetal gótica. Dentro de él se encuentra el retablo mayor.
En un nicho del lado del evangelio se encuentra el sepulcro en alabastro de Juna de Aragón I. Una escultura le identifica, junto a ella se observan esculturas religiosas y las armas de la Casa Real de Aragón sostenidas por ángeles. 
Al lado del Evangelio en un nicho incrustado en el muro, se halla el sepulcro de don Juan I de Aragón, hermano del rey Fernando el Católico. Está tallado en alabastro siendo su estado de conservación deficiente. Al frente están estatuas de santos como San Agustín, San Lorenzo, San Valero, San Vicente y San Braulio.
El atril, de madera tallada en nogal, fue construido entre 1413 y 1414 gracias al mecenazgo de Benedicto XIII, de quien posee su escudo. 